# Alina Manole
Alina Manole (n. 21 martie 1977, Roman) este o cantautoare si solistă română. Genul abordat este folk-jazz . Câștigătoare de trofee la festivaluri de muzică folk în anii 1998 și 1999, Alina Manole s-a retras din muzică vreme de câțiva ani, revenind în peisajul muzical în anul 2006, o dată cu participarea la Festivalul de Muzică Tânără din Delta Dunării, Sfantu - Gheorghe. În martie 2009 a lansat primul album folk-jazz, "Luna Pătrată", la propria casă de discuri, MHO Music. Lansarea albumului a adus cronici excepționale atât pentru stilul muzical și performanțele artistei cât și pentru conceptul de spectacol. Pentru albumul "Luna Pătrată", Alina Manole a primit premiul Fundației Nicu Alifantis. În luna decembrie 2009, artista a lansat un maxi-single de colinde de iarnă compoziții proprii. În luna septembrie 2011 a avut loc lansarea celui de-al treilea album, "Dragoste in 3", la Teatrul Nottara din Capitală. Cele 12 piese cuprinse pe noul album povestesc despre iubiri reale, fără menajamente: nu există dragoste perfectă, în orice cuplu există rutină, există derapaje emotionale, există trădări. Peste toate însă (sau în toate) se regăsește sentimentul de început care ne ține sau ne clădește relația în doi: îndrăgostire a fără margini pământene.
În 2019, Alina Manole publică volumul de poeme de dragoste "Iubirevirgulă", urmat în 2021 de volumul "Iubirevirgulă2". Artista s-a lansat, de asemenea, în rândul autorilor pentru copii în 2016 cu " Aventurile rățoiului Adalbert", care a apărut ulterior și în forma unui audiobook.

## Albume
- Luna pătrată (martie, 2009)
- Cu drag (decembrie 2009)
- Dragoste in 3 (30 septembrie 2011)
- Fericirea de luni (2 iunie 2014)
- Lucruri simple (28 mai 2018)

## Premii
- mai 2012 - Premiul "Cel mai bun album" și "Cel mai bun artist" - secțiunea folk, Radio România Actualități[2]
- februarie 2012 - Premiul "Albumul folk al anului 2011" - acordat de Foreverfolk, albumul "Dragoste in 3"[3]
- februarie 2012 - Premiul "Artistul folk al anului 2011" - acordat de Foreverfolk
- noiembrie 2009 - Premiul Fundatiei "Nicu Alifantis" pentru albumul Luna Patrata
- 2006 – premiu in cadrul Festivalului de Muzica Tanara Prometevs, Sf. Gheorghe, Delta Dunarii
- 2003 – premiul I festivalul Toamna castanilor Ploiesti
- 1999 – trofeul Om bun, Festivalul National de Muzica Folk Om Bun
- 1998 – premiul Anda Calugareanu, Festivalul National de Muzica Folk Om Bun